# Benny i Joon
Benny i Joon (títol original Benny & Joon) és una pel·lícula estatunidenca dirigida per Jeremiah S. Chechik, estrenada el 1993 i doblada al català.

## Argument
Aquesta pel·lícula conta la història d'un germà i d'una germana, orfes, Benny i Joon. Des que els seus pares han mort en un accident de cotxe, Benny s'ocupa sol de la seva germana petita, discapacitada mental. Així, Joon no pot suportar estar en situació d'estrès, té comportaments irracionals i de vegades perillosos. Benny, per ocupar-se d'ella, ha d'estar disponible a cada instant i això, malgrat les assistentes socials que "guarden" Joon.
En una partida de pòquer, Eric, un amic de Benny, aposta amb Joon l'allotjament del seu cosí a casa seva, ja que aquest s'ha instal·lat a casa seva des de fa una setmana i afirma no poder suportar-ho més. Joon perd la partida, i es troben forçats a acollir el jove a casa seva. Sam, que és així com es diu, és un personatge molt excèntric i fascinat pel cinema, més o menys antic. Intenta assemblar-se al famós Buster Keaton, actor burlesc del cinema mut. Per això, és capaç executar nombrosos gags burlescos, certament descolorits però sempre també eficaços!
Aprenent a conèixer-se, Sam i Joon s'enamoren, però la seva situació és complexa, ja que Benny la vigila encara com una nena i Sam no té realment consciència de la importància de la discapacitat de Joon. Quan Benny descobreix el seu idil·li, fa fora Sam, que decideix doncs fugir amb el seu amor. Joon, sotmesa a un estrès intens i agafada en sentiments confusos, té una crisi d'angoixa en un autobús, i el seu psiquiatre la fa internar.
El final de la pel·lícula descansa sobre aquestes preguntes: Joon sortirà de l'hospital psiquiàtric on ha estat ingressada? Viurà el seu amor amb Sam, i en quines condicions? Les seves relacions amb el seu germà s'apaivagaran?

## La paròdia
Aquesta pel·lícula, a través del personatge de Sam, és un homenatge a la paròdia. En efecte, hi ha nombroses referències al llarg de la pel·lícula, i el to és donat des del primer minut, ja que Sam sembla amagat darrere un llibre titulat "The view of Buster Keaton". L'estil de vestir d'aquest és clarament imitació de l'actor, i la pel·lícula passa de discretes picades d'ull en nombroses escenes. Per exemple, una seqüència torna amb una de les més cèlebres escenes de Charles Chaplin: Sam fa ballar panets amb les seves forquilles com a "La quimera de l'or". Igualment, quan Sam troba, és en una botiga anomenada "American classique film", i just darrere d'ell es troba... un pòster de Buster Keaton! D'altra banda, Benny li diu després d'haver-lo vist en un espectacle espontani i fer riure la multitud que s'havia reagrupat al voltant d'ell "Podries ser un Buster Keaton!"

## Anècdota
La pel·lícula va donar a conèixer una cançó del grup anglès The Proclaimers. La cançó I Am Gonna Be/500 Milles va sortir el 1988 a la Gran Bretanya, però ha conegut l'èxit a partir de 1993, després de l'estrena de la pel·lícula. Als Estats Units, la cançó és considerada de començaments dels anys 90, quan va ser gravada en els anys 1980.

## Repartiment
- Johnny Depp: Sam
- Mary Stuart Masterson: Juniper Joon Pearl
- Aidan Quinn: Benjamin Benny Pearl
- Julianne Moore: Ruthie
- Oliver Platt: Eric
- CCH Pounder: Dr. Garvey
- Dan Hedaya: Thomas
- Joe Grifasi: Mike
- William H. Macy: Randy Burch
- Liane Alexandra Curtis: Claudia
- Eileen Ryan: Sra. Smail
- Waldo Larson: Waldo

## Nominacions
- 1993. Globus d'Or al millor actor musical o còmic per Johnny Depp